# 2013 FO28
2013 FO28, também escrito como 2013 FO28, é um objeto transnetuniano que está localizado no cinturão de Kuiper, uma região do Sistema Solar. Ele possui uma magnitude absoluta de 6,7 e tem um diâmetro com cerca de 201 km. O astrônomo Mike Brown liste este corpo celeste em sua página na internet como um candidato a possível planeta anão.

## Descoberta
2013 FO28 foi descoberto no dia 16 de março de 2013 pelo astrônomo Scott S. Sheppard.

## Órbita
A órbita de 2013 FO28 tem uma excentricidade de 0,198 e possui um semieixo maior de 41,498 UA. O seu periélio leva o mesmo a uma distância de 33,300 UA em relação ao Sol e seu afélio a 49,696 UA.